# Torshögen
Torshögen är en gravhög belägen strax väster om Skyberga vid väg 534 mellan Kumla och Fjugesta i Närke. Den ligger i Hardemo socken i Kumla kommun.
Den är en av Närkes största gravhögar cirka 15 meter i diameter och cirka 3 meter hög och troligen uppförd under yngre järnåldern (400–1050 e. Kr).
Enligt tradition skall en kung Tor eller Torer vara begravd i högen. Högen har varit större innan grustäkt skedde på området under 1700-talet. Då hittades bl.a. en urna med en sax och ett bryne. Högen är inte arkeologiskt undersökt men däremot ett antal brandgravar inom området. Torshögen finns avbildad i Herman Hofbergs "Nerikes gamla minnen" som utkom 1868.
Gravhögen är fast fornlämning och därmed skyddad av kulturmiljölagen.